# Xysticus alpinus
Xysticus alpinus es una especie de araña cangrejo del género Xysticus, orden Araneae. Fue descrita científicamente por Kulczyński en 1887.

## Distribución geográfica
Se distribuye por Suiza, Italia, Alemania y Austria.